# Matti Pulli
Matti Pulli, född 8 september 1933 i Terijoki, Finland (nuvarande Zelenogorsk, Ryssland), död 24 september 2016 i Jyväskylä, var både tränare och förbundskapten för finländsk backhoppning och nordisk kombination från 1960-talet och tre decennier framåt.
Bland hans adepter fanns Matti Nykänen (fyra OS-guld, sex VM-guld), Jari Puikkonen (ett OS-guld, fem VM-guld), Toni Nieminen (två OS-guld) och Janne Ahonen (fem VM-guld).
Matti Pulli hade Parkinsons sjukdom och avled efter en längre tids sjukdom den 24 september 2016. Han blev 83 år gammal.